# سباستین پرز
سباستین پرز (انگلیسی: Sébastien Pérez؛ زادهٔ ۲۴ نوامبر ۱۹۷۳) بازیکن فوتبال اهل فرانسه است.
از باشگاه‌هایی که در آن بازی کرده‌است می‌توان به باشگاه فوتبال بلکبرن روورز، باشگاه فوتبال گالاتاسرای، باشگاه فوتبال باستیا، باشگاه فوتبال المپیک مارسی، و باشگاه فوتبال سن-اتین اشاره کرد.